# Paul-Amann-Brücke

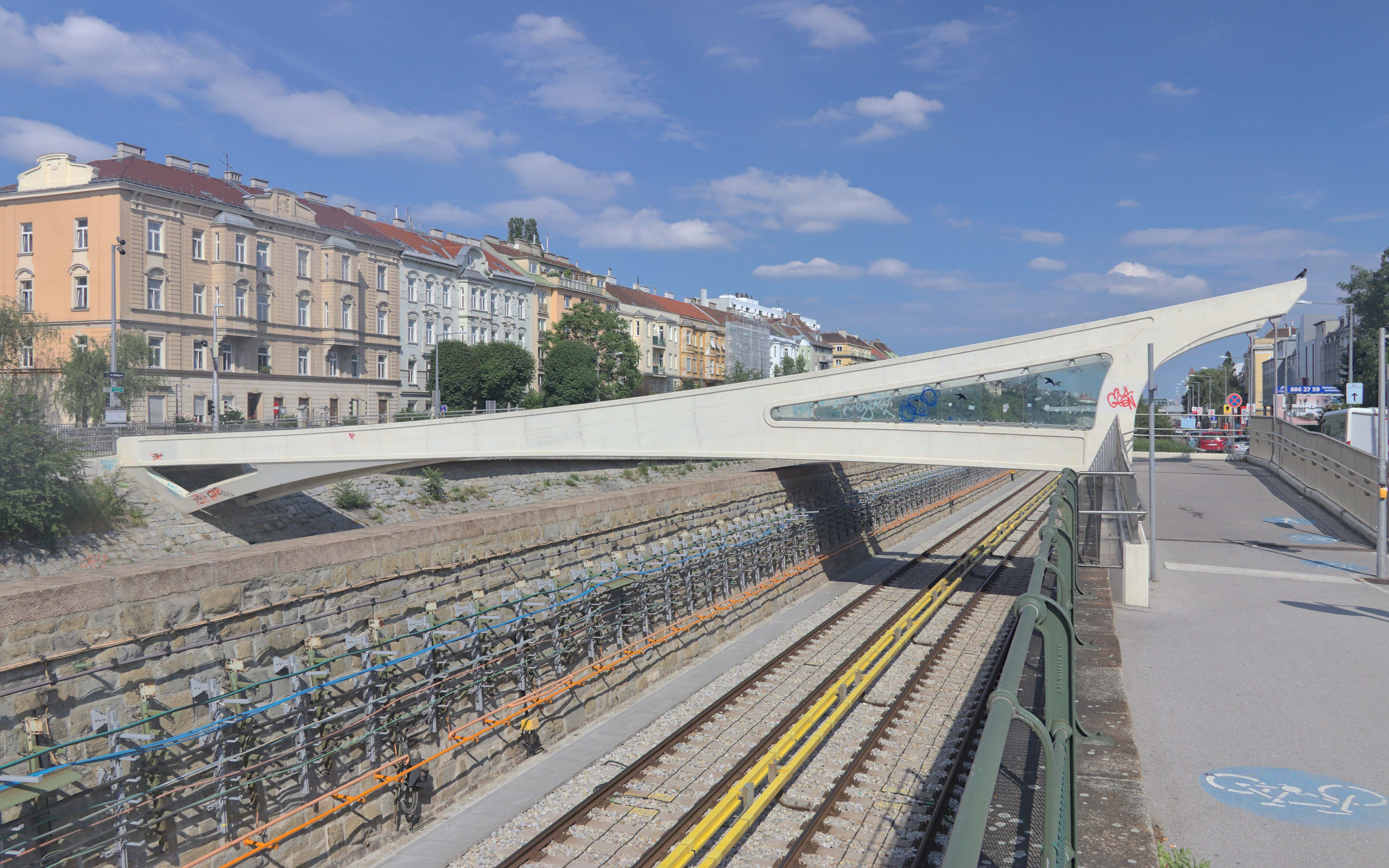
Paul-Amann-Brücke über U4 und Wienfluss

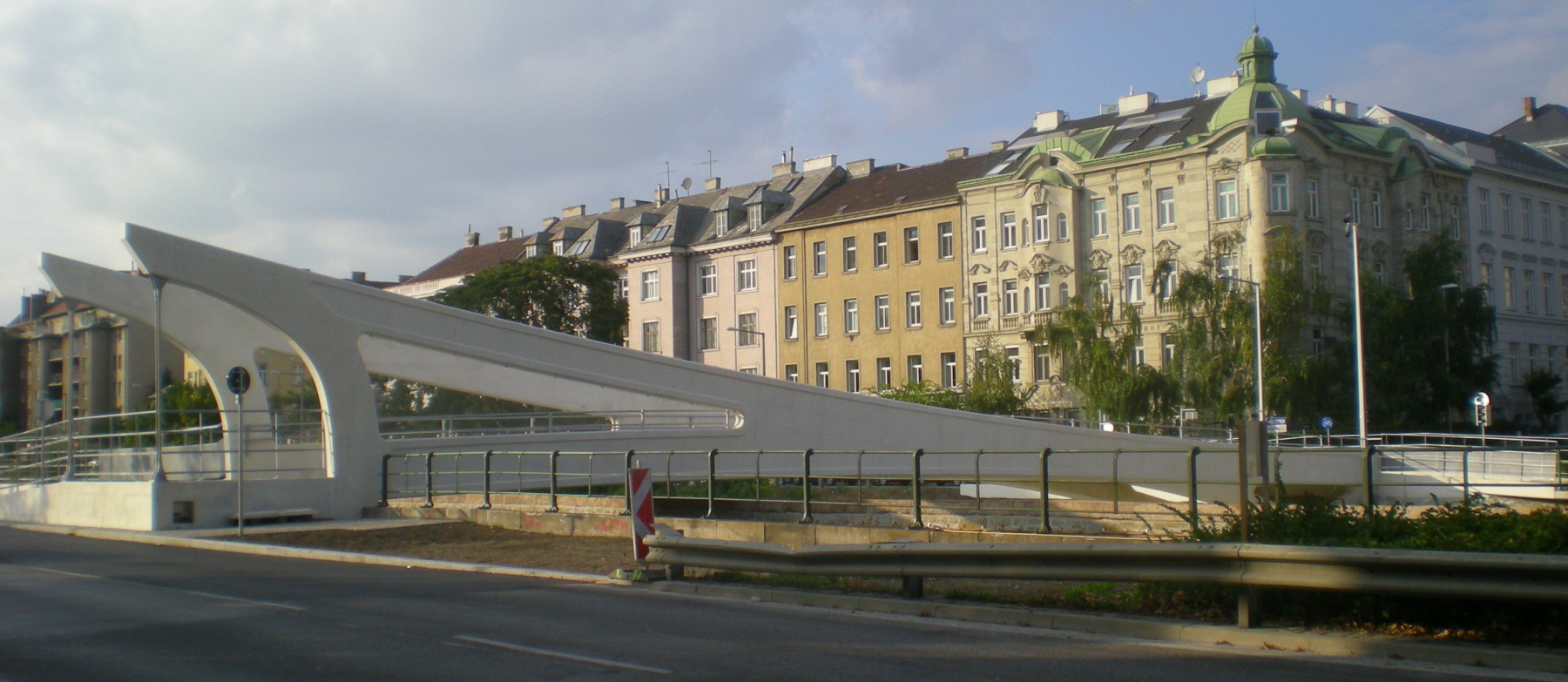
Paul-Amann-Brücke über die Wien

Die Paul-Amann-Brücke (vormals Steg Astgasse) ist eine Wienflussbrücke für Fußgänger und Radfahrer in Wien. Sie überquert die Wien und die parallel dazu geführte U4 und verbindet die Astgasse und das dortige Gymnasium in Penzing (Bezirksteil Baumgarten) mit der Fleschgasse in Hietzing (Bezirksteil Unter-St.-Veit).

## Beschreibung
Unter dem internen Projektnamen Link 27 wurde von Architekt Rudolf Brandstötter 2007 bei der Concrete Student Trophy ein Vorentwurf für eine Wienflussbrücke eingereicht und mit dem ersten Preis ausgezeichnet.
Konzipiert wurde die Brücke von der Planungsgemeinschaft ZT-GmbH DI. Josef Mayer und ZT Matthias Parzer als „integrale Brücke“, deren fugen- und lagerlose Konstruktion ein Minimum an Erhaltungskosten gewährleisten soll. Das asymmetrische Rahmentragwerk wurde aus vorgespannten Fertig- und Halbfertigteilen aus Beton errichtet, womit auch eine Reduktion der Bauzeit erreicht werden konnte.
Realisiert wurde der rund 40 m lange und 5 m breite Steg gleichzeitig mit dem Wiental-Rad-Highway, der unter dem Steg durchführt, zwischen April 2010 und der offiziellen Eröffnung am 22. September 2010 (durch Stadtrat Rudi Schicker und Bezirksvorsteherin Andrea Kalchbrenner).

## Name
Der Gemeinderatsausschuss für Kultur und Wissenschaft hat in seiner Sitzung vom 7. Juni 2011 beschlossen, die Brücke über den Wienfluss in Verlängerung der Astgasse nach dem Schriftsteller Paul Amann zu benennen.

## Wiental-Rad-Highway
Als Wiental-Rad-Highway wird von der Stadtverwaltung in ihrer Öffentlichkeitsarbeit ein Fuß- und Radweg bezeichnet, der im nur bei Hochwasser auf volle Breite Wasser führenden Flussbett der Wien an dessen linker, nördlicher Seite errichtet wurde. In Verlängerung des zwischen Auhof (westliches Ende beim Retentionsbecken Auhof) und Bahnhof Wien Hütteldorf einige Jahre zuvor gebauten, 2,4 km langen Wegs wurde nunmehr, großteils im Jahr 2010, eine Fortsetzung von Hütteldorf bis zur Kennedybrücke (3,2 km) errichtet. Die auch den Weg überbrückende Paul-Amann-Brücke ist an diesen Weg mit einer dazu errichteten Rampe angeschlossen.